# Casa del Fascio (Mogadiscio)
La Casa del Fascio di Mogadiscio (nota anche come Casa Littoria) è stato un edificio costruito durante il periodo coloniale italiano, originariamente destinato a essere la sede locale del Partito Nazionale Fascista nella capitale della Somalia italiana. Dopo la seconda guerra mondiale, l'edificio fu riconvertito e divenne la prima sede del Parlamento della Somalia, servendo come edificio legislativo durante il periodo dell'amministrazione fiduciaria e nei primi anni dell'indipendenza.
L'edificio è un'entità separata e distinta dal successivo e più moderno Palazzo dell'Assemblea del Popolo, costruito nel 1972. Come molti altri edifici storici della città, è stato gravemente danneggiato durante la guerra civile somala ed è oggi in rovina.

## Storia

### Sede del Partito Fascista
La Casa del Fascio fu costruita tra il 1937 e il 1939, come parte di un più ampio programma di urbanizzazione da parte dell'amministrazione coloniale italiana per trasformare il paesaggio urbano di Mogadiscio. Progettata dagli architetti Baciocchi e Valenti, era concepita come un centro simbolico del potere fascista nella regione del Corno d'Africa. La sua caratteristica più imponente era una torre centrale alta 30 metri, la Torre Littoria, che simboleggiava la vigilanza e il dominio del regime sulla città e sul mare. L'interno conteneva sessantasei stanze e una grande galleria ad arco destinata a un Sacrario, un sacrario dedicato ai caduti fascisti, a testimonianza del suo scopo ideologico.

### Primo Parlamento della Somalia
Dopo la fine della seconda guerra mondiale e la caduta del regime fascista, la funzione dell'edificio cambiò radicalmente. Durante il periodo dell'Amministrazione fiduciaria italiana della Somalia (1950–1960), la struttura fu riconvertita per ospitare l'Assemblea Legislativa del territorio.
Con la piena indipendenza della Somalia nel 1960, l'edificio continuò a servire come sede ufficiale dell'Assemblea Nazionale della neonata Repubblica Somala. In questo edificio furono gettate le basi del nuovo stato. Rimase il centro della politica democratica somala fino alla costruzione del nuovo e più grande Palazzo dell'Assemblea del Popolo.

### Distruzione
Il destino dell'edificio fu segnato durante la guerra civile somala, iniziata nel 1991. Fu gravemente danneggiato durante i combattimenti e cadde in rovina. Oggi, i suoi resti, in particolare la torre centrale, sono una testimonianza del complesso passato coloniale e post-coloniale della città.

## Descrizione
La Casa del Fascio fu progettata secondo i principi del razionalismo italiano, con elementi monumentali tipici dell'architettura fascista. La facciata era interamente costruita con mattoni rossi prodotti in fornaci locali.
Le principali caratteristiche architettoniche includevano:
- Una pianta triangolare con angoli smussati.
- Un disegno simmetrico, con un asse centrale che attraversava la torre.
- Facciate speculari con grandi ingressi agli angoli, accentuati da scalinate.
- Portali d'ingresso bordati da bugnato e coronati da un cornicione in pietra.
- Finestre rettangolari con frontoni semicircolari sopra le porte principali.